# Jennifer J. Wiseman

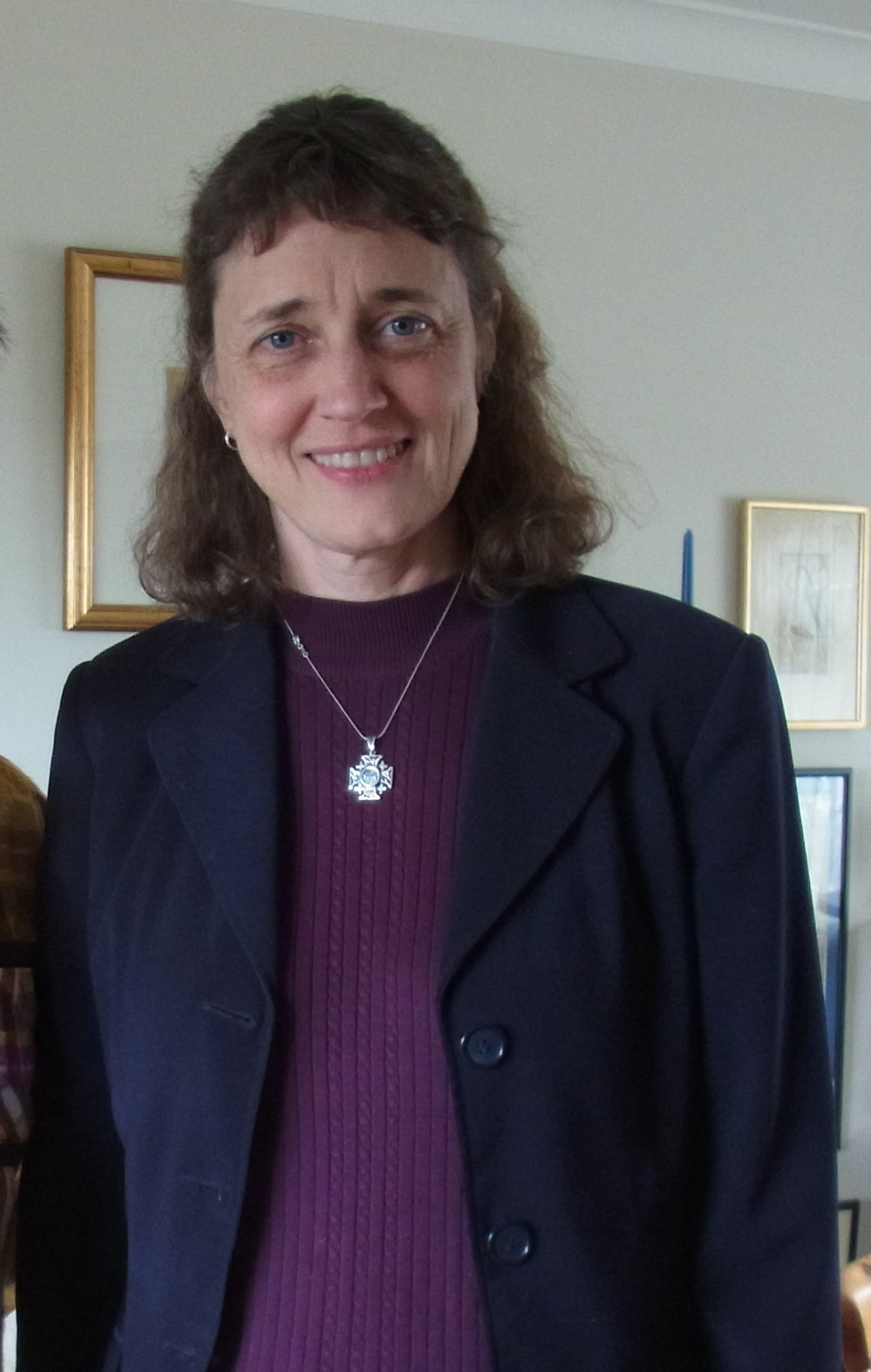
Jennifer J. Wiseman (2013)

Jennifer J. Wiseman ist eine US-amerikanische Astronomin.
Wiseman erhielt ihren Bachelor in Physik vom MIT und 1995 den Ph.D. in Astronomie von der Harvard University. Sie entdeckte 1987 den nach ihr benannten periodischen Kometen 114P/Wiseman-Skiff, während sie eine Forschungsarbeit durchführte.  Sie war Chefin am ExoPlanets and Stellar Astrophysics Laboratory der Astrophysics Science Division beim NASA Goddard Space Flight Center und arbeitet derzeit als leitende Wissenschaftlerin für  das Hubble-Weltraumteleskop.
Wiseman ist Christin und Fellow der American Scientific Affiliation. Am 16. Juni 2010 wurde sie als neue Direktorin der American Association for the Advancement of Science’s Dialogue on Science, Ethics, and Religion benannt.